# Ellenberg (Baden-Württemberg)
Ellenberg è un comune tedesco di 1 786 abitanti situato nel land del Baden-Württemberg.